# Автандил
Автанди́л (по одной из версий, перс. «сердце Родины») — мужское имя. Это имя распространено в кавказских государствах, в частности, в Грузии.
В книге Автандила Сигаладзе и Анзора Тотадзе «Личные и фамильные имена в Грузии» (Тбилиси, 1996) имя «Автандил» («Автандили») стоит под номером 13 в списке самых распространённых имен (частотность — 27574, между «Владимири» и «Гиви»).
Также от этого имени берёт начало фамилия Автандилов, носители которой имеют различное происхождение.

## В литературе
- Герой поэмы Шота Руставели «Витязь в тигровой шкуре».
- Персонаж романа Наны Эквтимишвили «Грушевая поляна».